# ایوا کیبرکاتیس
ایوا کیبرکاتیس (انگلیسی: Ieva Kibirkštis؛ زادهٔ ۲ آوریل ۱۹۹۱) بازیکن فوتبال اهل لیتوانی است.
وی همچنین در تیم‌های ملی فوتبال Lithuania women's national football team بازی کرده‌است.